# Pueblo subterráneo de Agongointo-Zoungoudo

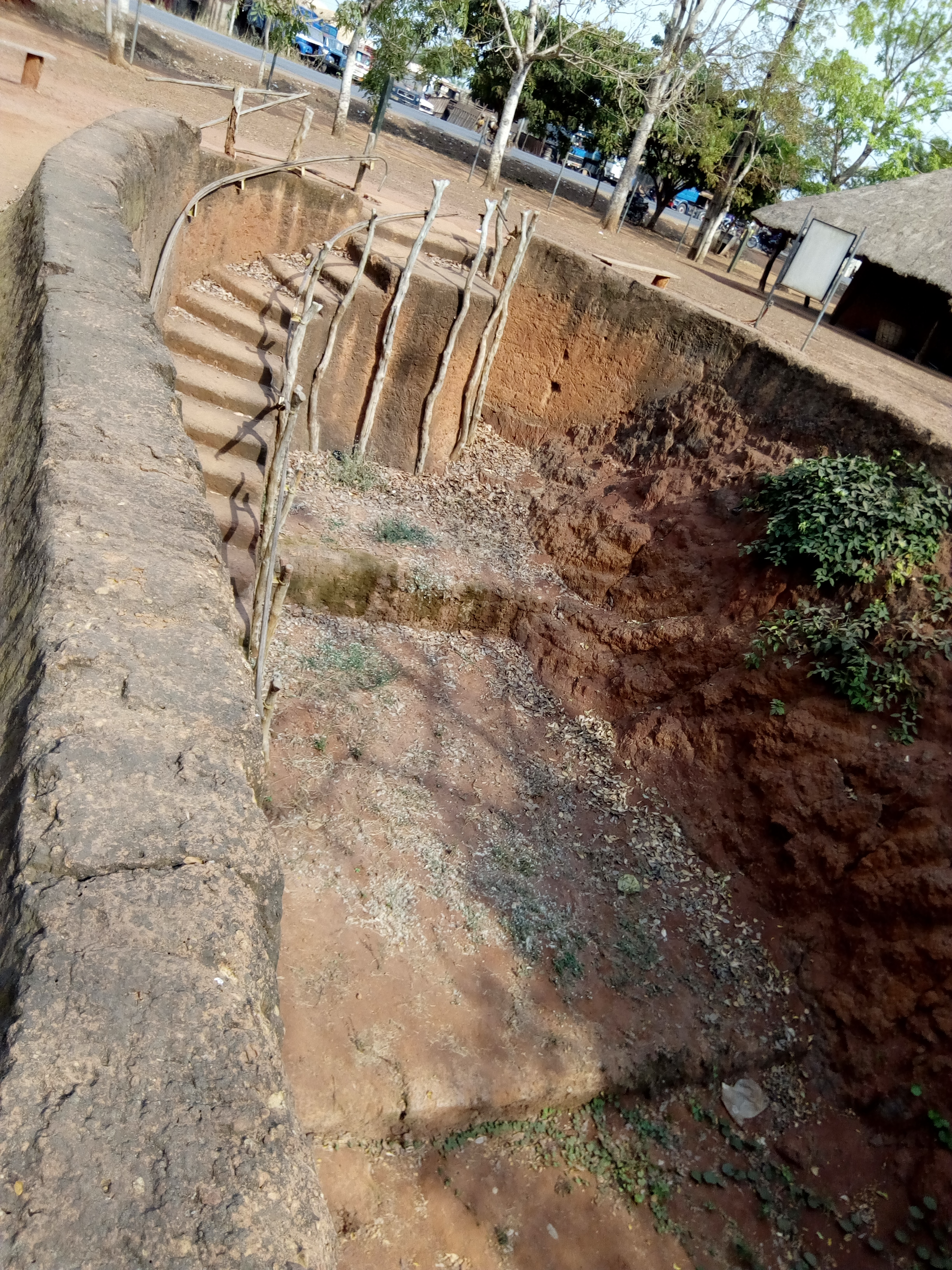
Pueblo Subterráneo de Agongointo-Zoungoudo

El Pueblo Subterráneo de Agongointo-Zoungoudo está ubicado aproximadamente a 9 km te Abomey. en el centro de Benín. La ciudad fue descubierta en 1998 por la compañía danesa DANISA. Consiste en una serie de búnkeres y estructuras de alojamiento enterrados alrededor de 10 metros bajo tierra, construidos aparentemente como residencia y protección frente agresores.

## Historia
El poblado parece haber sido construido en el siglo XVI, bajo el reinado del Rey Dakodonou, el segundo Rey de Abomey.

## Candidato a Patrimonio de la Humanidad
Este lugar fue agregado a la lista tentativa del Patrimonio de la Humanidad de la UNESCO el 19 de junio de 1988, bajo la categoría "Cultural" por la Delegación Permanente de la Unesco en la República de Benín.
Los criterios bajo la cual se la agregó a la lista fueron:
1) representar una obra maestra del genio creativo humano
2) por ser un ejemplo excepcional de un tipo de construcción, un conjunto arquitectónico o tecnológico o un paisaje que ilustra momento(s) significativo(s) de la historia humana.